# Tetrabrachiidae
Tetrabrachiidae é uma família de peixes actinopterígeos pertencentes à ordem Lophiiformes.